# Souhvězdí Herkula
Herkules je rozsáhlé souhvězdí na severní obloze. Se svou rozlohou 1 225 čtverečných stupňů je to páté největší souhvězdí. Již starými civilizacemi bylo na obloze zobrazováno jako klečící obr. Podle římské mytologie představuje hrdinu Herkula.
Souhvězdí je vzhledem ke své blízkosti k nebeskému rovníku alespoň z části pozorovatelné na jakémkoliv obydleném místě na Zemi, nikdy nevystupuje nad obzor pouze v blízkosti jižního pólu. Na obloze se dá najít mezi Lyrou a Severní korunou pomocí výrazného čtyřúhelníku hvězd, který připomíná květináč. Poblíž hvězdy Ný Herkula ve východní části souhvězdí se nachází apex, což je pomyslný bod, k němuž se  rychlostí 19,5 kilometrů za sekundu pohybuje sluneční soustava vzhledem k okolním hvězdám. Protilehlý bod k apexu – antapex – se nachází v souhvězdí Holubice na jižní obloze.

## Původ jména
Římská mytologie v tomto souhvězdí viděla klečícího hrdinu Herkula, který zvítězil nad drakem hlídajícím zlatá jablka Hesperidek. Toto pojetí pravděpodobně přinesl antický astronom Eratosthenés, starořecký básník Aratos toto souhvězdí popisoval pouze jako bezejmennou osobu klečící na hlavě draka.

## Významné hvězdy

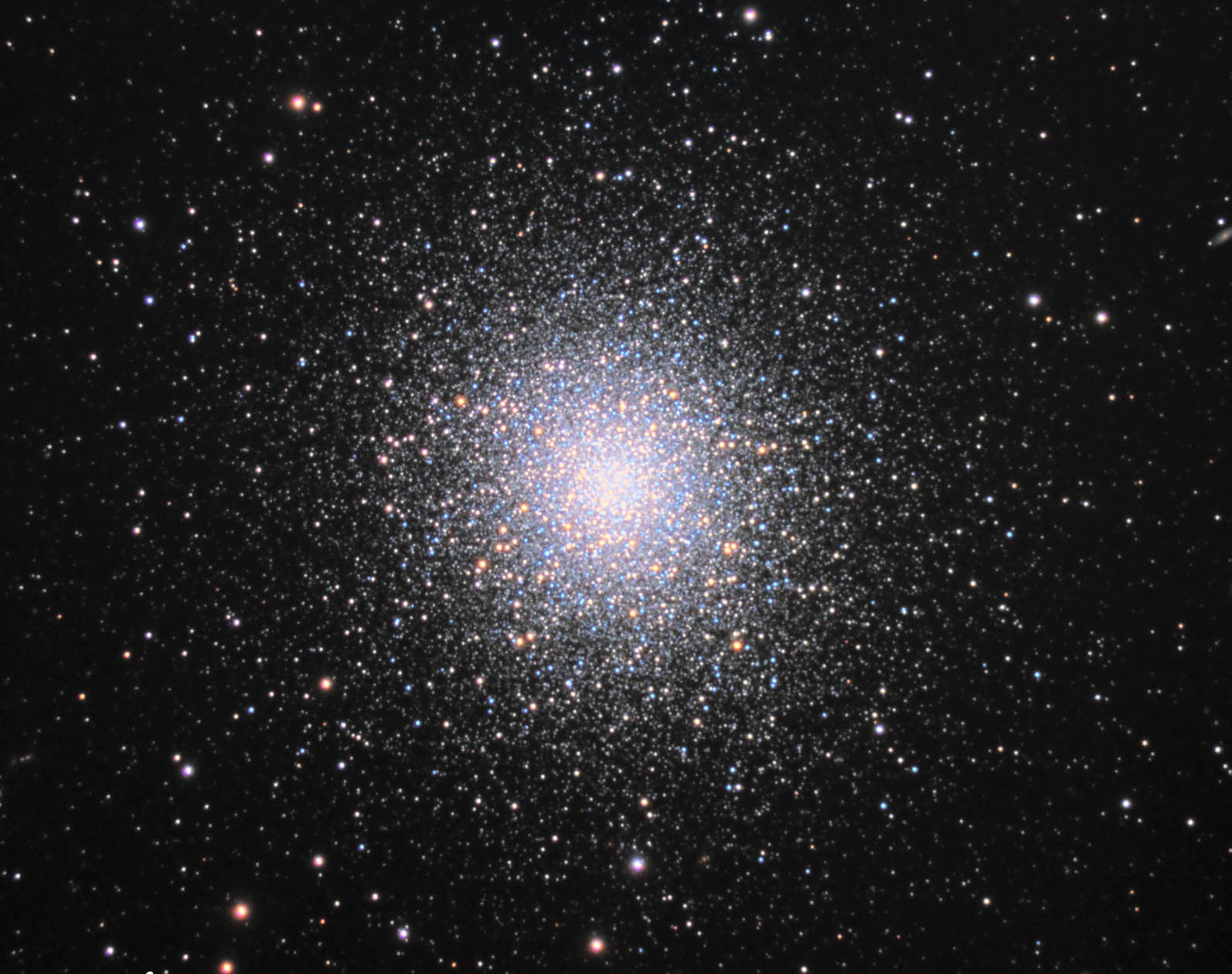
Kulová hvězdokupa Messier 13

| Hvězda | Jméno       | Hvězdná velikost |
| ------ | ----------- | ---------------- |
| α Her  | Ras Algethi | 3,06m            |
| β Her  | Kornephoros | 2,8m             |
| ζ Her  | Rutilicus   | 2,9m             |

Hvězda Kornephoros má sice Bayerovo označení β Her, ale přesto je to s hvězdnou velikostí 2,81 nejjasnější hvězda tohoto souhvězdí. Od Země je vzdálená asi 139 světelných let. Je to spektroskopická dvojhvězda a průvodce hlavní složku oběhne jednou za 410 dní.
Rutilicus (ζ Her) má také hvězdnou velikost 2,81 a je považována za druhou nejjasnější hvězdou v Herkulovi. Je to také dvojhvězda, ale doba oběhu průvodce je 34,45 let. Od Země je vzdálená 35 světelných let.
Ras Algethi (α Her) má hvězdnou velikost 3,06
a také je to dvojhvězda. Jasnější složka je červený obr a slabší složka je sama o sobě také dvojhvězdou, kterou tvoří žlutý obr a žlutobílý trpaslík. Celá tato vícenásobná hvězda je od Země vzdálená asi 360 světelných let.

## Objekty vzdáleného vesmíru
V Herkulovi leží celkem tři kulové hvězdokupy, z nichž dvě jsou tak jasné, že jsou zapsané v Messierově katalogu. Tou první je Messier 13, která patří mezi nejznámější kulové hvězdokupy na severní obloze. Tvoří ji několik set tisíc hvězd. Vyhledává se velmi snadno, protože leží v západní straně výrazného čtyřúhelníku uprostřed souhvězdí. Je viditelná i nejmenšími dalekohledy nebo triedrem.
Messier 92 se naopak vyhledává mnohem hůře, protože blízko ní nejsou jasné hvězdy. Přesto také patří mezi nejjasnější kulové hvězdokupy severní oblohy a je viditelná i triedrem 10x50. Od Země je vzdálená 27 000 světelných let, což je jen o trochu více než vzdálenost hvězdokupy Messier 13.
Třetí kulovou hvězdokupou je NGC 6229, která je od Země vzdálená 95 600 světelných let, tedy několikrát dále, než obě předchozí. Proto je také výrazně slabší a malý dalekohled ji ukáže jen jako drobnou skvrnku.
Asi 4° jihovýchodně od hvězdy Kornephoros (β Her) se dá malým dalekohledem najít poměrně jasná planetární mlhovina NGC 6210, která je od Země vzdálená 5 100 světelných let. V malém dalekohledu se ukáže pouze jako mlhavá hvězdička, teprve při velkém zvětšení se ukáže její disk. Na podrobných fotografiích je možné pozorovat její zajímavý tvar, který někomu může připomínat želvu.
Asi 0,5° severovýchodně od kulové hvězdokupy Messier 13 se dá středně velkým dalekohledem najít spirální galaxie NGC 6207. Od Země je vzdálená přibližně 52 milionů světelných let.